# Miss Xox
Miss Xox, reso graficamente come miSs xoX, anche conosciuto come Tristan Casanova, pseudonimo di Fabio Zigante (Bologna, 11 maggio 1957), è un musicista, cantante e produttore discografico italiano noto anche per essere stato uno dei fondatori del movimento musicale pordenonese The Great Complotto.

## Biografia

### Adolescenza e studi
A inizio anni settanta Fabio Zigante studiò presso l'istituto tecnico statale per geometri di Pordenone, dove studiavano anche Ado Scaini, Willy Gibson e Mario Brunetta. Finite le scuole superiori Zigante si iscrisse al DAMS di Bologna, venendo così in contatto sia con il movimento del Settantasette, che con la nascente scena punk rock della città. Fu in questo periodo che Zigante assunse il nome d'arte di Miss Xox, venendo anche in contatto con Red Ronnie, che all'epoca dirigeva la sua fanzine Red Ronnie's Bazaar e faceva il Dj nella radio libera Radio Alice, e Oderso Rubini che allora dirigeva la Harpo's Music, prima di passare alla Italian Records.
Xox, Scaini, Gibson e Brunetta si rincontrarono poi durante il servizio militare alla caserma dei Vigili del Fuoco di Pordenone, in seguito al terremoto del Friuli del 1976. Fu in questo periodo che iniziarono a suonare tenendo i primi concerti proprio dentro la caserma.

### 1978-1979: Gli HitlerSS e ilCartoon Concertdi Londra
In questi anni Miss Xox iniziò a suonare anche con le prime vere band. Già nel 1977 suonava con gli Scurfs, per poi varare quello che sarà il primo embrione dei futuri HitlerSS chiamato Clockwork Orange e composto anche da Roberto De Filippo. Nel 1978 i Tampax e gli HitlerSS presero in gestione la sala prove battezzata Tequila, che divenne in questi anni il punto di ritrovo dei punk pordenonesi. Inoltre molte erano le lettere che Miss Xox scriveva a giornalisti e discografici, al fine di iniziare scambi epistolari, e in questo senso emblematica fu la lettera che scrisse a Red Ronnie, che spinse il giornalista a seguire con attenzione lo svolgersi del fenomeno cittadino.
(Lettera di Miss Xox degli HitlerSS a Red Ronnie)
Fu del 1979 la pubblicazione del primo EP split della nuova band composta oltre che da Miss Xox (chitarra e voce), da Plastic girl (batteria), Sid Delicious (basso), Paris (chitarra) e Johnny be Good (tastiere), condiviso con gli amici Tampax di Ado Scaini, intitolato appunto HitlerSS/Tampax (Compact Cassette Records).
Gli HitlerSS partirono così per Londra assieme ai Tampax di Ado Scaini (che aveva un passato londinese in cui aveva lavorato per i Soft Machine), facendosi però sequestrare le copie del disco alla frontiera a causa del verso "Queen Elizabeth I wanna fuck you". Solo in seguito riuscirono a recuperare le copie e raggiungere Londra, dove realizzarono la performance Cartoon Concert sotto il ponte di Aklam a Portobello Road. Alla performance era presente Red Ronnie che così la descrisse in seguito:
La band si sciolse in seguito alla fuoriuscita di Plastic Girl.

### 1980-1982: Andy Warhol Banana Technicolor e il Great Complotto
Nel 1980, con lo scioglimento degli HitlerSS, Miss Xox fondò gli Andy Warhol Banana Technicolor assieme a Sid Delicious, una band post-punk di ispirazione neo-dada che vedeva tra i componenti Bryan Casio (Marco Giacomini), Sid Vogue (a.k.a. Sid Delicious, Enrico Trevisan), Johnny Bee Good (Claudio Scircoli), Franco Zanussi, Yves Dolcevita (Fabio La Malfa), Pere Ubu (Gianni Tucci) e Hulk (Elti Cattaruzza). Gli abiti delle prime apparizioni live erano dello stesso Miss Xox, totalmente ritagliati su forme geometriche in cartone. Intanto il Tequila aveva dovuto chiudere, e fu proprio la mancanza di un punto di ritrovo che fece nascere l'idea dello Stato di Naon e del Great Complotto, che aveva anche un organo di stampa segreto, la fanzine Musique Mecanique.
Gli Andy Warhol Banana Technicolor piazzarono due brani nella compilazione/manifesto del Great Complotto Pordenone/The Great Complotto e prodotta dalla Italian Records di Oderso Rubini. I brani erano I'm In Love With My Computer e The Future. La compilazione vide grande risonanza mediatica anche grazie all'impegno di Red Ronnie, con ottime recensioni sulle maggiori riviste di settore, ottenendo anche uno speciale di Roberto D'Agostino nella trasmissione televisiva Mister Fantasy, condotta da Carlo Massarini.
Nel vinile Pordenone/The Great Complotto compariva poi un breve brano di 7 secondi intitolato Fe 2 Ch O a nome Little Chemist. Questo progetto solista di Miss Xox a metà tra musica concreta ed esperimenti cageiani, si proponeva di estrarre suoni quasi impercettibili dalla composizione chimica dei nastri magnetici, ricreando lo spazio sonoro che potenzialmente raccogliesse tutti i suoni. L'intenzione era di fornire all'ascoltatore lo "stimolo/necessità a prodursi i suoni e dare volume sonico alle proprie idee e pensieri" esortandolo ad auto-produrre i suoni stessi: "non aspettare i suoni... falli!". Altri brani mai pubblicati di questo progetto erano Magnetophon M15 Telefunken, Telegraphone, BASF LGR 50, Nagra 1, Maxell UD-XL, Philips C60.
Sempre datata 1980 è la compilazione su 7" Onda 400, uscita con l'omonima fanzine di Udine che vide gli Andy Warhol Banana Technicolor presenti con il brano We Aren't Devo Revo. Ma in seguito al 7" Miss Xox prese le distanze dal Great Complotto, creando l'etichetta Compact Cassette Echo con cui curò e pubblicò tra il 1982 e il 1983 una serie di compilazioni intitolate It's My (The) Age, inserendo nomi del post-punk e dell'industrial rock internazionale. Nei 9 volumi usciti comparivano nomi come Foetus, Kosmonautentraum, The Blank Tapes, Total Chaos, The Legendary Pink Dots, LXSS e molti altri.
Nel 1982 pubblicò poi l'album degli Andy Warhol Banana Technicolor intitolato Color Colour (Compact Cassette Echo), che chiude definitivamente l'esperienza della band. Ci saranno dopo quest'album solo altre due compilazioni di pubblicazione tedesca: ExtremMist '83 - International Compilation (ExtremMist-Cassetten, 1983) e Katastrophe No. 10 On Tape!! (Schrei Records).

### 1982-1985: XX Century Zorro
Tra il 1981 e il 1982, dalle intuizioni sviluppate con Little Chemist, Miss Xox varò il nuovo gruppo musicale chiamato XX Century Zorro, composto dallo stesso Xox, che appare con il nome di Phabio Zig.ant E. che richiama il suo vero nome, e da Zix, Cyd Vogue, Vice Duce, Bic Birò, Rudy (Rodolfo Protti, che in seguito darà vita all'etichetta indie Old Europa Cafe), Omar Amour, Franco Zanussi e Baron O'Tull. La band riprendeva suoni concreti della quotidianità e dalle tecnologie domestiche ricombinandoli in strutture minimali. Nel 1982 uscì quindi il primo album su cassetta intitolato Danceolero (Compact Cassette Echo), per poi pubblicare il vinile La Volpe Du XX Siècle (Compact Cassette Echo, 1983, ristampato nel 2011 da Old Europa Cafe in CD). Brani inediti comparvero poi su compilazioni francesi come Boule X 18 (Joyeux Noël) (Ptôse Production Présente, 1982) e Assemblée Générale 3 (Ptôse Production Présente, 1982), e tedesche come Der Sampler: Collage (Kommt Noch Schlimmer Tapes, 1982) e Flurschaden (International Sampler) (ExtremMist-Cassetten, 1982), mentre Red Ronnie aveva inserito due loro brani nell'album Mission Is Terminated/Nice Tracks (Nice Label, 1983) uscito con l'ultimo numero della fanzine Red Ronnie's Bazaar. Il doppio album vedeva un intero disco dedicato a un live dei Throbbing Gristle, mentre nel secondo vi era una raccolta di artisti che comprendeva tra gli altri Confusional Quartet, Skizo, Enrico Serotti, Luca Miti, i Rats, i Neon e gli Psychic TV.
La band produsse poi La Côte D'Azur  (Compact Cassette Echo, ristampato nel 1999 dalla The Nekofutschata Musick Cabaret di Jürgen Weber dei Nový Svět) e partecipò ad altre compilazioni rimanendo attiva fino al 1986.

### 2015-ad oggi:Atomico Silenzio
Nel novembre del 2015 xoX dirige un intervento artistico di sonorizzazione realizzato nella ex filanda di Bertiolo (UD), un’opera collettiva per ricordare e omaggiare l’artista Piermario Ciani a 10 anni dalla sua scomparsa..Prende inizio da qui un progetto di raduno esteso denominato Atomico Silenzio che si ripete negli anni (Sedegliano 2019, Pinzano 2022) in maniera estemporanea, in suggestivi luoghi di valenza storico-paesaggistica e con il coinvolgimento di centinaia di artisti.

## Discografia

### Discografia solista

#### Album
- 2006 - Pensiero nervoso

#### Collaborazioni
- 2009 - Frigidaire Tango L'illusione del volo, con il brano New Wave Anthem

### Discografia con HitlerSS

#### Album
- 2007 - Skate Like Elvis

#### EP
- 1979 - HitlerSS/Tampax (split con Tampax)

### Discografia con Andy Warhol Banana Technicolor

#### Album
- 1982 - Color Colour

### Discografia con XX Century Zorro

#### Album
- 1982 - Danceolero
- 1983 - La volpe du XX siècle
- ? - La côte d'azur

### Discografia con El Funeral de Kocis

#### Partecipazioni
- 2004 - AA.VV. Scrinivm Vitae, con il brano The Colonna Sonora Of My Emozioni Is Mine

### Progetti speciali
- 2024 - XX Century Zorro, El Funeral De Kocis - Untitled - 	Black Stuff Records, 2 x Vinyl, 7", 45 RPM